# Union soudanaise
De Union soudanaise - Rassemblement démocratique africain (Nederlands: Soedanese Unie - Afrikaanse Democratische Groepering) was een politieke partij in Mali die van 1945 tot 1968 en van 1990 tot 2010 bestond. De partij was aangesloten bij de Rassemblement démocratique africain, een panafrikaanse partij met afdelingen in Senegal, Ivoorkust en andere landen die deel uitmaakten van Frans-West-Afrika.
De Union soudanaise (US) werd in 1945 opgericht door Mamadou Konaté en Modibo Keïta. De laatste werd in 1947 secretaris-generaal van de partij. Keïta, die streefde naar een vorm van Afrikaans socialisme en Afrikaanse eenwording, werd in 1959 premier van de Mali-federatie bestaande uit de Franse overzeese gebiedsdelen Frans-Soedan (Mali), Senegal, Opper-Volta en Dahomey en tevens minister-president van Mali. In 1960 viel de federatie reed uiteen. Keïta werd in datzelfde jaar president van de onafhankelijke republiek Mali. De US werd de enige toegestane partij van het land. Keïta's bewind dat tot 1968 voortduurde was dictatoriaal van karakter. Bij de verkiezingen van 1964 verwierf de US als enige partij alle zetels in het parlement. In 1967 ontbond Keïta het parlement en schortte de grondwet op. Hij introduceerde een permanente revolutie (révolution active) en stelde een Nationaal Comité voor de Bescherming van de Revolutie in om de revolutie in goede banen te leiden. Het resultaat van de permanente revolutie was complete chaos in het land.
Op 19 november 1968 pleegde luitenant Moussa Traoré een staatsgreep en maakte een einde aan het bewind van president Keïta. Een van de eerste daden van het nieuwe militaire bewind was het verbieden van de Union Soudanaise.
Met het herstel van de democratie in 1990 maakte de US een doorstart. Electorale successen bleven uit en in 2010 fuseerde de partij met een andere partij tot de Union Malienne du Rassemblement Démocratique Africain.

## Verwijzingen
1. ↑  P.J. Imperato & G.H. Imperato: Historical Dictionary of Mali, Scarecrow Press Lanham, Maryland / Toronto / Plymouth, UK 20084, p. 331
2. ↑   Comité national de défense de la révolution